# Mouvement des survivantes de Centrafrique
 (juin 2023).
Le Mouvement des survivantes de Centrafrique, en abrégé Mosuca, est mouvement pour la défense des droits des femmes survivantes de la crise[Laquelle ?] en Centrafrique.

## Historique

### Origine
Le Mosuca a pour but de supporter les victimes des violences sexuelles en temps de conflit armé. Le mouvement voit le jour le 10 décembre 2019, la journée internationale des droits de l’homme.

## Vie du mouvement

### Personnalités membres
- Bernadette Sayo, présidente[1] fondatrice
- Monique Naly, présidente[2]
- Miriam Diane Diangalla Fall, secrétaire générale